# Campionatul Mondial de Handbal Masculin din 2021
Campionatul Mondial de Handbal Masculin din 2021 a fost cea de a XXVII-a ediție a turneului organizat Federația Internațională de Handbal și a avut loc în perioada 13-31 ianuarie 2021, fiind găzduit de Egipt. 
A fost prima ediție când au concurat 32 de echipe în loc de 24. A fost cea de a treia ediție când campionatul a fost găzduit de o țară din Africa și prima care a fost găzduită în afara Europei din 2015.
Danemarca a câștigat titlul pentru a doua oară, fiind chiar a doua oară consecutiv când echipa nordică a câștigat titlul mondial.

## Alegerea gazdei
Șapte națiuni și-au exprimat inițial interesul de a găzdui competiția:
- Egipt
- Franța
- Ungaria
- Polonia
- Slovacia
- Suedia
- Elveția

Cu toate acestea, până la expirarea fazei de licitare la 15 aprilie 2015, doar trei națiuni și-au păstrat oferta pentru găzduirea acestui eveniment:
- Egipt
- Ungaria
- Polonia

Decizia a fost stabilită pentru 4 iunie 2015, dar congresul a fost mutat la 6 noiembrie 2015. Egiptul a fost ales ca țară-gazdă.

## Sălile
| Cairo                                     | Noua Capitală Administrativă             |
| ----------------------------------------- | ---------------------------------------- |
| Cairo Stadium Indoor Halls Complex        | New Capital Sports Hall                  |
| Capacitate: 16.200                        | Capacitate: 7.000                        |
|                                           |                                          |
| CairoNoua CapitalăBorg El Arab6 Octombrie |                                          |
| Borg El Arab                              | 6 Octombrie                              |
| Sala Sporturilor Borg El Arab             | Dr Hassan Moustafa Indoor Sports Complex |
| Capacitate: 5.000                         | Capacitate: 4.500                        |
|                                           |                                          |

## Turneele de calificare
| Competiția                                                    | Data                                    | Locurile disponibile | Calificate                                                                                         |
| ------------------------------------------------------------- | --------------------------------------- | -------------------- | -------------------------------------------------------------------------------------------------- |
| gazdă                                                         | 6 noiembrie 2015                        | 1                    | Egipt                                                                                              |
| Campionatul Mondial de Handbal Masculin din 2019              | 10–27 ianuarie 2019                     | 1                    | Danemarca                                                                                          |
| Campionatul European de Handbal Masculin din 2020             | 10–26 ianuarie 2020                     | 3                    | Croația · Spania · Norvegia                                                                        |
| Campionatul African de Handball Masculin din 2020             | 16–26 ianuarie 2020                     | 6                    | Algeria · Angola · Capul Verde · Republica Democrată Congo · Maroc · Tunisia                       |
| Campionatul Central și Sud-American din 2020                  | 21–25 ianuarie 2020                     | 3                    | Argentina · Brazilia · Uruguay                                                                     |
| Ultima Șansă din Turneu de Calificare Central și Sud-American | (Anulat)                                | 1                    | Chile                                                                                              |
| Campionatul Asiatic de Handbal Masculin din 2020              | 16–27 ianuarie 2010                     | 4                    | Bahrain · Japonia · Coreea de Sud · Qatar                                                          |
| Europa (EHF) Înlocuire                                        | 12 ianuarie 2021                        | 2                    | Elveția · Macedonia de Nord                                                                        |
| Meciurile de baraj europene                                   | 23 octombrie 2019–5 iulie 2020 (Anulat) | 10                   | Austria · Belarus · Cehia · Franța · Germania · Islanda · Portugalia · Slovenia · Suedia · Ungaria |
| Wildcard                                                      | 9 iulie 2020                            | 1+1                  | Polonia · EHR                                                                                      |

## Echipele calificate
| Țara                      | Calificată ca                                                            | Data obținerii calificării | Apariții anterioare în competiție1, 2 |
| ------------------------- | ------------------------------------------------------------------------ | -------------------------- | --- |
| Egipt                     | Gazdă                                                                    | 6 noiembrie 2015           | 15 (1964, 1993, 1995, 1997, 1999, 2001, 2003, 2005, 2007, 2009, 2011, 2013, 2015, 2017, 2019)                                                             |
| Danemarca                 | Campioana Mondială                                                       | 27 ianuarie 2019           | 23 (1938, 1954, 1958, 1961, 1964, 1967, 1970, 1974, 1978, 1982, 1986, 1993, 1995, 1999, 2003, 2005, 2007, 2009, 2011, 2013, 2015, 2017, 2019)             |
| Croația                   | top 4 din Campionatul European 2020                                      | 24 ianuarie 2020           | 13 (1995, 1997, 1999, 2001, 2003, 2005, 2007, 2009, 2011, 2013, 2015, 2017, 2019)                                                                         |
| Spania                    | top 4 din Campionatul European 2020                                      | 20 ianuarie 2020           | 20 (1958, 1974, 1978, 1982, 1986, 1990, 1993, 1995, 1997, 1999, 2001, 2003, 2005, 2007, 2009, 2011, 2013, 2015, 2017, 2019)                               |
| Norvegia                  | Semifinalele din Campionatul European 2020                               | 21 ianuarie 2020           | 15 (1958, 1961, 1964, 1970, 1993, 1997, 1999, 2001, 2005, 2007, 2009, 2011, 2017, 2019)                                                                   |
| Angola                    | top 6 din Campionatul African 2020                                       | 20 ianuarie 2020           | 4 (2005, 2007, 2017, 2019) |
| Tunisia                   | Top 6 din Campionatul African 2020                                       | 20 ianuarie 2020           | 14 (1967, 1995, 1997, 1999, 2001, 2003, 2005, 2007, 2009, 2011, 2013, 2015, 2017, 2019)                                                                   |
| Algeria                   | Top 6 din Campionatul African 2020                                       | 20 ianuarie 2020           | 14 (1974, 1982, 1986, 1990, 1995, 1997, 1999, 2001, 2003, 2005, 2009, 2011, 2013, 2015)                                                                   |
| Qatar                     | Semifinalele din Campionatul Asiatic 2020                                | 21 ianuarie 2020           | 7 (2003, 2005, 2007, 2013, 2015, 2017, 2019) |
| Japonia                   | Semifinalele din Campionatul Asiatic 2020                                | 23 ianuarie 2020           | 14 (1961, 1964, 1967, 1970, 1974, 1978, 1982, 1990, 1995, 1997, 2005, 2011, 2017, 2019)                                                                   |
| Coreea de Sud             | Semifinalele din Campionatul Asiatic 2020                                | 23 ianuarie 2020           | 6 (1986, 1993, 1999, 2011, 2013, 2019) |
| Bahrain                   | Semfinalele din Campionatul Asiatic 2020                                 | 23 ianuarie 2020           | 3 (2011, 2017, 2019) |
| Brazilia                  | Semifinalele din Campionatul Central și Sud-American 2020                | 23 ianuarie 2020           | 14 (1995, 1997, 1999, 2001, 2003, 2005, 2007, 2009, 2011, 2013, 2015, 2017, 2019)                                                                         |
| Argentina                 | Semifinalele din Campionatul Central și Sud-American 2020                | 23 ianuarie 2020           | 12 (1997, 1999, 2001, 2003, 2005, 2007, 2009, 2011, 2013, 2015, 2015, 2017, 2019)                                                                         |
| Uruguay                   | Semifinalele din Campionatul Central și Sud-American 2020                | 25 ianuarie 2020           | 0 (Debut) |
| Maroc                     | Top 7 din Campionatul African 2020                                       | 24 ianuarie 2020           | 6 (1995, 1997, 1999, 2001, 2003, 2007) |
| Capul Verde               | Top 7 din Campionatul African 2020                                       | 24 ianuarie 2020           | 0 (Debut) |
| Republica Democrată Congo | Top 7 din Campionatul African 2020                                       | 26 ianuarie 2020           | 0 (Debut) |
| Austria                   | Classement Final Campionatul European 2020                               | 24 Aprilie 2020            | 6 (1938, 1958, 1993, 2011, 2015, 2019) |
| Belarus                   | Classement Final Campionatul European 2020                               | 24 aprilie 2020            | 4 (1995, 2013, 2015, 2017) |
| Cehia3                    | Clasamentul final al Campionatului European de Handbal Masculin din 2020 | 24 aprilie 2020            | 6 (1995, 1997, 2001, 2005, 2007, 2015) |
| Franța                    | Classement Final Campionatul European 2020                               | 24 Aprilie 2020            | 22 (1954, 1958, 1961, 1964, 1967, 1970, 1978, 1990, 1993, 1995, 1997, 1999, 2001, 2003, 2005, 2007, 2009, 2011, 2013, 2015, 2017, 2019)                   |
| Germania                  | Classement Final Campionatul European 2020                               | 24 Aprilie 2020            | 25 (1938, 1954, 1958, 1961, 1964, 1967, 1970, 1974, 1978, 1982, 1986, 1990, 1993, 1995, 1999, 2001, 2003, 2005, 2007, 2009, 2011, 2013, 2015, 2017, 2019) |
| Islanda                   | Classement Final Campionatul European 2020                               | 24 Aprilie 2020            | 20 (1958, 1961, 1964, 1970, 1974, 1978, 1986, 1990, 1993, 1995, 1997, 2001, 2003, 2005, 2007, 2011, 2013, 2015, 2017, 2019)                               |
| Portugalia                | Classement Final Campionatul European 2020                               | 24 Aprilie 2020            | 3 (1997, 2001, 2003) |
| Slovenia                  | Classement Final Campionatul European 2020                               | 24 Aprilie 2020            | 8 (1995, 2001, 2003, 2005, 2007, 2013, 2015, 2017) |
| Suedia                    | Classement Final Campionatul European 2020                               | 24 Aprilie 2020            | 24 (1938, 1954, 1958, 1961, 1964, 1967, 1970, 1974, 1978, 1982, 1986, 1990, 1993, 1995, 1997, 1999, 2001, 2003, 2005, 2009, 2011, 2015, 2017, 2019)       |
| Ungaria                   | Classement Final Campionatul European 2020                               | 24 Aprilie 2020            | 20 (1958, 1964, 1967, 1970, 1974, 1978, 1982, 1986, 1990, 1993, 1995, 1997, 1999, 2003, 2007, 2009, 2011, 2013, 2017, 2019)                               |
| Polonia                   | Wildcard                                                                 | 9 iulie 2020               | 15 (1958, 1967, 1970, 1974, 1978, 1982, 1986, 1990, 2003, 2007, 2009, 2011, 2013, 2015, 2017)                                                             |
| EHR5                      | Wildcard                                                                 | 9 iulie 2020               | 13 (1993, 1995, 1997, 1999, 2001, 2003, 2005, 2007, 2009, 2013, 2015, 2017, 2019)                                                                         |
| Statele Unite4            | Reprezentata Americii de Nord și a Caraibilor                            | 2 noiembrie 2020           | 6 (1964, 1970, 1974, 1993, 1995, 2001) |
| Chile                     | Reprezentant (SCHAC)                                                     | 10 noiembrie 2020          | 5 (2011, 2013, 2015, 2017, 2019) |
| Macedonia de Nord3        | Înlocuire                                                                | 12 ianuarie 2021           | 6 (1999, 2009, 2013, 2015, 2017, 2019) |
| Elveția4                  | Înlocuire                                                                | 12 ianuarie 2021           | 10 (1954, 1961, 1964, 1967, 1970, 1982, 1986, 1990, 1993, 1995)                                                                                           |

1 litere îngroșate indică echipa campioană pentru acel an
2 litere italice indică țara gazdă pentru acel an 
3 La 12 ianuarie, Federația Internațională de Handbal a anunțat că Cehia s-a retras din turneu din cauza numărului mare de jucători infectați cu COVID-19. Macedonia de Nord este echipa care a înlocuit-o.
4 La 12 ianuarie, Federația Internațională de Handbal a anunțat că Statele Unite s-a retras din turneu din cauza numărului mare de jucători infectați cu COVID-19. Elveția este echipa care a înlocuit-o. [23].
5La 9 decembrie 2019, Agenția Mondială Antidoping (WADA) a interzis Rusiei să participe la orice turneu internațional pentru o perioadă de patru ani, după ce s-a constatat că guvernul rus a manipulat datele de laborator pe care le-a furnizat WADA în ianuarie 2019 ca o condiție ca Agenția Antidoping din Rusia să fie reintegrată. Ca urmare a interdicției, WADA intenționează să permită sportivilor ruși autorizați individual să participe la Jocurile Olimpice de vară din 2020 sub un steag neutru, așa cum s-a întâmplat la Jocurile Olimpice de iarnă din 2018, dar nu li se va permite să concureze în sporturile de echipă. Numele sub care vor concura nu a fost încă stabilit; Șeful Comitetului de revizuire a conformității WADA, Jonathan Taylor, a declarat că CIO nu va putea folosi numele „Sportivii olimpici din Rusia” (OAR) așa cum a făcut-o în 2018, subliniind că sportivii neutri nu pot fi descriși ca reprezentând o anumită țară. Ulterior, Rusia a depus un recurs la Curtea de Arbitraj Sportiv (CAS) împotriva deciziei WADA. După examinarea cazului în apel, CAS a decis la 17 decembrie 2020 să reducă pedeapsa pe care WADA o impusese Rusiei. În loc să interzică Rusiei să participe la evenimente sportive, hotărârea a permis Rusiei să participe la olimpiade și la alte evenimente internaționale, dar pentru o perioadă de doi ani, echipa nu poate folosi numele, steagul sau imnul rus și trebuie să se prezinte ca „sportiv neutru” "sau" Echipa neutră". Hotărârea permite uniformelor de echipă să afișeze numele „Rusia” pe uniformă, precum și utilizarea culorilor steagului rus în designul uniformei, deși numele ar trebui să fie la fel de mare precum denumirea „Sportiv/echipă neutră”. Echipa rusă va juca sub numele de „Echipa Federației Ruse de Handbal”.

## Arbitrii
Cele 19 perchi de arbitri au fost anunțate pe 4 ianuarie 2021.
| Arbitri   | Arbitri                                 |
| --------- | --------------------------------------- |
| Algeria   | Youcef Belkhiri Sid Ali Hamidi          |
| Argentina | Julian Grillo Sebastian Lenci           |
| Croația   | Matija Gubica Boris Milošević           |
| Cehia     | Václav Horáček Jiří Novotný             |
| Danemarca | Mads Hansen Jesper Madsen               |
| Egipt     | Alaa Emam Hossam Hedaia                 |
| Franța    | Charlotte Bonaventura Julie Bonaventura |

| Arbitri           | Arbitri                                  |
| ----------------- | ---------------------------------------- |
| Franța            | Karim Gasmi Raouf Gasmi                  |
| Germania          | Robert Schulze Tobias Tönnies            |
| Iran              | Majid Kolahdouzan Alireza Mousaviannazad |
| Macedonia de Nord | Gjorgji Nachevski Slave Nikolov          |
| Muntenegru        | Ivan Pavićević Miloš Ražnatović          |
| Norvegia          | Håvard Kleven Lars Jørum                 |

| Arbitri    | Arbitri                          |
| ---------- | -------------------------------- |
| Portugalia | Duarte Santos Ricardo Fonseca    |
| Slovenia   | Bojan Lah David Sok              |
| Spania     | Óscar López Ángel Ramírez        |
| Suedia     | Mirza Kurtagic Mattias Wetterwik |
| Elveția    | Arthur Brunner Morad Salah       |
| Tunisia    | Samir Krichen Samir Makhlouf     |

## Tragerea la sorți
Tragerea la sorți s-a desfășurat pe 5 septembrie 2020 la Piramidele din Giza. Ca echipă gazdă, Egipt a avut privilegiul de a-și alege grupa în care să joace.

### Distribuția în urnele valorice
Distribuția în urnele valorice și procedura tragerii la sorți forst anunțate 23 iulie 2020. 
| Pot 1                                                                               | Pot 2                                                                       | Pot 3                                                                                         | Pot 4                                                                                        |
| ----------------------------------------------------------------------------------- | --------------------------------------------------------------------------- | --------------------------------------------------------------------------------------------- | -------------------------------------------------------------------------------------------- |
| Danemarca · Spania · Croația · Norvegia · Slovenia · Germania · Portugalia · Suedia | Egipt · Argentina · Austria · Ungaria · Tunisia · Algeria · Qatar · Belarus | Islanda · Brazilia · Uruguay · Macedonia de Nord · Franța · Coreea de Sud · Japonia · Bahrain | Angola · Capul Verde · Maroc · Republica Democrată Congo · Polonia · Rusia · Elveția · Chile |

## Grupele preliminare

### Grupa A
| Loc | Echipa      | MJ | V | E | Î | GM  | GP | DG  | Pct | Calificare         |
| --- | ----------- | -- | - | - | - | --- | -- | --- | --- | ------------------ |
| 1   | Germania    | 3  | 2 | 0 | 1 | 81  | 43 | +38 | 4   | Grupele principale |
| 2   | Ungaria     | 3  | 3 | 0 | 0 | 107 | 73 | +34 | 6   | Grupele principale |
| 3   | Uruguay     | 3  | 1 | 0 | 2 | 42  | 87 | −45 | 2   | Grupele principale |
| 4   | Capul Verde | 3  | 0 | 0 | 3 | 27  | 54 | −27 | 0   | Cupa Președintelui |

| 15 ianuarie 2021 19:00 | Germania    | 43–14  | Uruguay      | Dr Hassan Moustafa Indoor Sports Complex Arbitri: Grillo, Lenci |
| 15 ianuarie 2021 19:00 | Kastening 9 | (16–4) | Morandeira 4 | Dr Hassan Moustafa Indoor Sports Complex Arbitri: Grillo, Lenci |
| 15 ianuarie 2021 19:00 | 4×          | Report | 2× 1×        | Dr Hassan Moustafa Indoor Sports Complex Arbitri: Grillo, Lenci |

| 15 ianuarie 2021 21:30 | Ungaria  | 34-27   | Capul Verde | Dr Hassan Moustafa Indoor Sports Complex Arbitri: Emam, Hedaia |
| 15 ianuarie 2021 21:30 | Ancsin 7 | (19–14) | Semedo 6    | Dr Hassan Moustafa Indoor Sports Complex Arbitri: Emam, Hedaia |
| 15 ianuarie 2021 21:30 | 6× 1×    | Report  | 4× 1×       | Dr Hassan Moustafa Indoor Sports Complex Arbitri: Emam, Hedaia |

| 17 ianuarie 2021 19:00 | Capul Verde | 0–10 | Germania | Dr Hassan Moustafa Indoor Sports Complex |
| 17 ianuarie 2021 19:00 |             |      |          | Dr Hassan Moustafa Indoor Sports Complex |
| 17 ianuarie 2021 19:00 |             |      |          | Dr Hassan Moustafa Indoor Sports Complex |

| 17 ianuarie 2021 21:30 | Ungaria | 44–18  | Uruguay      | Dr Hassan Moustafa Indoor Sports Complex Arbitri: Kolahdouzan, Mousaviannazhad |
| 17 ianuarie 2021 21:30 | Máthé   | (16–8) | Morandeira 4 | Dr Hassan Moustafa Indoor Sports Complex Arbitri: Kolahdouzan, Mousaviannazhad |
| 17 ianuarie 2021 21:30 | 3× 2×   | Report | 2×           | Dr Hassan Moustafa Indoor Sports Complex Arbitri: Kolahdouzan, Mousaviannazhad |

| 19 ianuarie 2021 19:00 | Uruguay | 10–0 | Capul Verde | Dr Hassan Moustafa Indoor Sports Complex |
| 19 ianuarie 2021 19:00 |         |      |             | Dr Hassan Moustafa Indoor Sports Complex |
| 19 ianuarie 2021 19:00 |         |      |             | Dr Hassan Moustafa Indoor Sports Complex |

| 19 ianuarie 2021 21:30 | Germania   | 28–29   | Ungaria          | Dr Hassan Moustafa Indoor Sports Complex Arbitri: Gubica, Milošević |
| 19 ianuarie 2021 21:30 | Schiller 7 | (14–15) | Máthé, Bánhidi 8 | Dr Hassan Moustafa Indoor Sports Complex Arbitri: Gubica, Milošević |
| 19 ianuarie 2021 21:30 | 7×         | Report  | 7× 1×            | Dr Hassan Moustafa Indoor Sports Complex Arbitri: Gubica, Milošević |

### Grupa B
| Loc | Echipa   | MJ | V | E | Î | GM | GP | DG | Pct | Calificare         |
| --- | -------- | -- | - | - | - | -- | -- | -- | --- | ------------------ |
| 1   | Spania   | 3  | 2 | 1 | 0 | 29 | 29 | 0  | 5   | Grupele principale |
| 2   | Polonia  | 3  | 2 | 0 | 1 | 60 | 62 | −2 | 4   | Grupele principale |
| 3   | Brazilia | 3  | 0 | 2 | 1 | 61 | 61 | 0  | 2   | Grupele principale |
| 4   | Tunisia  | 3  | 0 | 1 | 2 | 30 | 28 | +2 | 1   | Cupa Președintelui |

| 15 ianuarie 2021 19:00 | Spania          | 29–29   | Brazilia          | New Capital Sports Hall Arbitri: Pavićević, Ražnatović |
| 15 ianuarie 2021 19:00 | trei jucători 4 | (16–13) | Langaro, Moraes 6 | New Capital Sports Hall Arbitri: Pavićević, Ražnatović |
| 15 ianuarie 2021 19:00 | 4×              | Report  | 6× 1×             | New Capital Sports Hall Arbitri: Pavićević, Ražnatović |

| 15 ianuarie 2021 21:30 | Tunisia | 28–30   | Polonia   | New Capital Sports Hall Arbitri: Nachevski, Nikolov |
| 15 ianuarie 2021 21:30 | Sanaï 9 | (17–17) | Moryto 11 | New Capital Sports Hall Arbitri: Nachevski, Nikolov |
| 15 ianuarie 2021 21:30 | 5× 2×   | Report  | 6× 2×     | New Capital Sports Hall Arbitri: Nachevski, Nikolov |

| 17 ianuarie 2021 19:00 | Tunisia   | 32–32   | Brazilia             | New Capital Sports Hall Arbitri: Hansen, Madsen |
| 17 ianuarie 2021 19:00 | Darmoul 9 | (20–16) | Hackbarth, Langaro 6 | New Capital Sports Hall Arbitri: Hansen, Madsen |
| 17 ianuarie 2021 19:00 | 6× 2×     | Report  | 4×                   | New Capital Sports Hall Arbitri: Hansen, Madsen |

| 17 ianuarie 2021 21:30 | Polonia | 26–27   | Spania          | New Capital Sports Hall Arbitri: Václav Horáček, Jiři Novotný |
| 17 ianuarie 2021 21:30 | Sićko 6 | (11–14) | trei jucători 5 | New Capital Sports Hall Arbitri: Václav Horáček, Jiři Novotný |
| 17 ianuarie 2021 21:30 | 6×      | Report  | 2× 1×           | New Capital Sports Hall Arbitri: Václav Horáček, Jiři Novotný |

| 19 ianuarie 2021 19:00 | Spania       | 36–30   | Tunisia   | New Capital Sports Hall Arbitri: Hansen, Madsen |
| 19 ianuarie 2021 19:00 | Fernandez 10 | (17–14) | Darmoul 8 | New Capital Sports Hall Arbitri: Hansen, Madsen |
| 19 ianuarie 2021 19:00 | 5×           | Report  | 3× 1×     | New Capital Sports Hall Arbitri: Hansen, Madsen |

| 19 ianuarie 2021 21:30 | Brazilia  | 23–33   | Polonia         | New Capital Sports Hall Arbitri: Pavićević, Ražnatović |
| 19 ianuarie 2021 21:30 | Langaro 4 | (11–13) | Sićko, Moryto 6 | New Capital Sports Hall Arbitri: Pavićević, Ražnatović |
| 19 ianuarie 2021 21:30 | 4× 1×     | Report  | 4× 1×           | New Capital Sports Hall Arbitri: Pavićević, Ražnatović |

### Grupa C
| Loc | Echipa  | MJ | V | E | Î | GM | GP | DG  | Pct | Calificare         |
| --- | ------- | -- | - | - | - | -- | -- | --- | --- | ------------------ |
| 1   | Croația | 3  | 2 | 1 | 0 | 83 | 73 | +10 | 5   | Grupele principale |
| 2   | Qatar   | 3  | 2 | 0 | 1 | 85 | 80 | +5  | 4   | Grupele principale |
| 3   | Japonia | 3  | 1 | 1 | 1 | 88 | 89 | −1  | 3   | Grupele principale |
| 4   | Angola  | 3  | 0 | 0 | 3 | 74 | 88 | −14 | 0   | Cupa Președintelui |

| 15 ianuarie 2021 16:30 | Qatar    | 30–25   | Angola    | Sala Sporturilor Borg el Arab Arbitri: Santos, Fonseca |
| 15 ianuarie 2021 16:30 | Madadi 8 | (14–13) | Pestana 6 | Sala Sporturilor Borg el Arab Arbitri: Santos, Fonseca |
| 15 ianuarie 2021 16:30 | 6× 1×    | Report  | 4×        | Sala Sporturilor Borg el Arab Arbitri: Santos, Fonseca |

| 15 ianuarie 2021 19:00 | Croația | 29–29   | Japonia             | Sala Sporturilor Borg el Arab Arbitri: Krichen, Makhlouf |
| 15 ianuarie 2021 19:00 | Marić 7 | (14–17) | Agarie, R. Tokuda 5 | Sala Sporturilor Borg el Arab Arbitri: Krichen, Makhlouf |
| 15 ianuarie 2021 19:00 | 3× 2×   | Report  | 3× 2×               | Sala Sporturilor Borg el Arab Arbitri: Krichen, Makhlouf |

| 17 ianuarie 2021 16:30 | Qatar    | 31–29   | Japonia | Sala Sporturilor Borg el Arab Arbitri: López, Ramírez |
| 17 ianuarie 2021 16:30 | Marzo 11 | (15–16) | Doi 7   | Sala Sporturilor Borg el Arab Arbitri: López, Ramírez |
| 17 ianuarie 2021 16:30 | 3×       | Report  | 3× 2×   | Sala Sporturilor Borg el Arab Arbitri: López, Ramírez |

| 17 ianuarie 2021 19:00 | Angola     | 20–28   | Croația | Sala Sporturilor Borg el Arab Arbitri: Belkhiri, Hamidi |
| 17 ianuarie 2021 19:00 | Ferreira 4 | (11–12) | Čupić 6 | Sala Sporturilor Borg el Arab Arbitri: Belkhiri, Hamidi |
| 17 ianuarie 2021 19:00 | 6× 2×      | Report  | 6× 3×   | Sala Sporturilor Borg el Arab Arbitri: Belkhiri, Hamidi |

| 19 ianuarie 2021 16:30 | Japonia    | 30–29   | Angola | Sala Sporturilor Borg el Arab Arbitri: Krichen, Makhlouf |
| 19 ianuarie 2021 16:30 | Watanabe 7 | (16–12) | Tati 6 | Sala Sporturilor Borg el Arab Arbitri: Krichen, Makhlouf |
| 19 ianuarie 2021 16:30 | 1×         | Report  | 5×     | Sala Sporturilor Borg el Arab Arbitri: Krichen, Makhlouf |

| 19 ianuarie 2021 19:00 | Croația  | 26–24   | Qatar   | Sala Sporturilor Borg el Arab Arbitri: Nachevski, Nikolov |
| 19 ianuarie 2021 19:00 | Štrlek 6 | (13–11) | Marzo 7 | Sala Sporturilor Borg el Arab Arbitri: Nachevski, Nikolov |
| 19 ianuarie 2021 19:00 | 4× 1×    | Report  | 2× 1×   | Sala Sporturilor Borg el Arab Arbitri: Nachevski, Nikolov |

### Grupa D
| Loc | Echipa                    | MJ | V | E | Î | GM  | GP  | DG  | Pct | Calificare         |
| --- | ------------------------- | -- | - | - | - | --- | --- | --- | --- | ------------------ |
| 1   | Danemarca                 | 3  | 3 | 0 | 0 | 104 | 59  | +45 | 6   | Grupele principale |
| 2   | Argentina                 | 3  | 2 | 0 | 1 | 72  | 74  | −2  | 4   | Grupele principale |
| 3   | Bahrain                   | 3  | 1 | 0 | 2 | 75  | 85  | −10 | 2   | Grupele principale |
| 4   | Republica Democrată Congo | 3  | 0 | 0 | 3 | 68  | 101 | −33 | 0   | Cupa Președintelui |

| 15 ianuarie 2021 19:00 | Argentina       | 28–22   | Republica Democrată Congo | Cairo Stadium Indoor Halls Complex Arbitri: Bonaventura, Bonaventura |
| 15 ianuarie 2021 19:00 | trei jucători 5 | (13–14) | Kiangebeni 7              | Cairo Stadium Indoor Halls Complex Arbitri: Bonaventura, Bonaventura |
| 15 ianuarie 2021 19:00 | 4× 1×           | Report  | 2×                        | Cairo Stadium Indoor Halls Complex Arbitri: Bonaventura, Bonaventura |

| 15 ianuarie 2021 21:30 | Danemarca | 34–20   | Bahrain | Cairo Stadium Indoor Halls Complex Arbitri: Brunner, Salah |
| 15 ianuarie 2021 21:30 | Gidsel 10 | (19–10) | Habib 8 | Cairo Stadium Indoor Halls Complex Arbitri: Brunner, Salah |
| 15 ianuarie 2021 21:30 | 5×        | Report  | 4× 1×   | Cairo Stadium Indoor Halls Complex Arbitri: Brunner, Salah |

| 17 ianuarie 2021 19:00 | Argentina | 24–21   | Bahrain | Cairo Stadium Indoor Halls Complex Arbitri: Schulze, Tönnies |
| 17 ianuarie 2021 19:00 | Pizarro 6 | (12–10) | Ahmed 5 | Cairo Stadium Indoor Halls Complex Arbitri: Schulze, Tönnies |
| 17 ianuarie 2021 19:00 | 1×        | Report  | 6× 2×   | Cairo Stadium Indoor Halls Complex Arbitri: Schulze, Tönnies |

| 17 ianuarie 2021 21:30 | Republica Democrată Congo | 19–39   | Danemarca | Cairo Stadium Indoor Halls Complex Arbitri: Brunner, Salah |
| 17 ianuarie 2021 21:30 | Bouity, Mvumbi 4          | (10–23) | Hansen 8  | Cairo Stadium Indoor Halls Complex Arbitri: Brunner, Salah |
| 17 ianuarie 2021 21:30 | 3× 1×                     | Report  | 1×        | Cairo Stadium Indoor Halls Complex Arbitri: Brunner, Salah |

| 19 ianuarie 2021 19:00 | Bahrain    | 34–27   | Republica Democrată Congo | Cairo Stadium Indoor Halls Complex Arbitri: Kleven, Jorum |
| 19 ianuarie 2021 19:00 | Alsayyad 9 | (14–12) | Kiangebeni 6              | Cairo Stadium Indoor Halls Complex Arbitri: Kleven, Jorum |
| 19 ianuarie 2021 19:00 | 7× 1×      | Report  | 4× 1×                     | Cairo Stadium Indoor Halls Complex Arbitri: Kleven, Jorum |

| 19 ianuarie 2021 21:30 | Danemarca | 31–20   | Argentina  | Cairo Stadium Indoor Halls Complex Arbitri: Bonaventura, Bonaventura |
| 19 ianuarie 2021 21:30 | Hansen 7  | (15–10) | Martínez 6 | Cairo Stadium Indoor Halls Complex Arbitri: Bonaventura, Bonaventura |
| 19 ianuarie 2021 21:30 | 3× 1×     | Report  | 6× 2× 1×   | Cairo Stadium Indoor Halls Complex Arbitri: Bonaventura, Bonaventura |

### Grupa E
| Loc | Echipa   | MJ | V | E | Î | GM | GP  | DG  | Pct | Calificare         |
| --- | -------- | -- | - | - | - | -- | --- | --- | --- | ------------------ |
| 1   | Franța   | 3  | 3 | 0 | 0 | 88 | 76  | +12 | 6   | Grupele principale |
| 2   | Norvegia | 3  | 2 | 0 | 1 | 93 | 82  | +11 | 4   | Grupele principale |
| 3   | Elveția  | 3  | 1 | 0 | 2 | 77 | 81  | −4  | 2   | Grupele principale |
| 4   | Austria  | 3  | 0 | 0 | 3 | 82 | 101 | −19 | 0   | Cupa Președintelui |

| 14 ianuarie 2021 19:00 | Austria | 25-28   | Elveția  | Dr Hassan Moustafa Indoor Sports Complex Arbitri: Kolahdouzan, Mousaviannazhad |
| 14 ianuarie 2021 19:00 | Weber 7 | (13–13) | Schmid 7 | Dr Hassan Moustafa Indoor Sports Complex Arbitri: Kolahdouzan, Mousaviannazhad |
| 14 ianuarie 2021 19:00 | 7× 1×   | Report  | 4× 1×    | Dr Hassan Moustafa Indoor Sports Complex Arbitri: Kolahdouzan, Mousaviannazhad |

| 14 ianuarie 2021 21:30 | Norvegia   | 24-28   | Franța | Dr Hassan Moustafa Indoor Sports Complex Arbitri: García, Marín |
| 14 ianuarie 2021 21:30 | Sagosen 10 | (13–13) | Mahé 9 | Dr Hassan Moustafa Indoor Sports Complex Arbitri: García, Marín |
| 14 ianuarie 2021 21:30 | 5×         | Report  | 5× 2×  | Dr Hassan Moustafa Indoor Sports Complex Arbitri: García, Marín |

| 16 ianuarie 2021 19:00 | Austria  | 28–35   | Franța          | Dr Hassan Moustafa Indoor Sports Complex Arbitri: Grillo, Lenci |
| 16 ianuarie 2021 19:00 | Wagner 7 | (13–17) | trei jucători 4 | Dr Hassan Moustafa Indoor Sports Complex Arbitri: Grillo, Lenci |
| 16 ianuarie 2021 19:00 | 3×       | Report  | 4× 1×           | Dr Hassan Moustafa Indoor Sports Complex Arbitri: Grillo, Lenci |

| 16 ianuarie 2021 21:30 | Elveția           | 25–31   | Norvegia   | Dr Hassan Moustafa Indoor Sports Complex Arbitri: Gubica, Milošević |
| 16 ianuarie 2021 21:30 | Lier, Milosevic 7 | (13–17) | Sagosen 11 | Dr Hassan Moustafa Indoor Sports Complex Arbitri: Gubica, Milošević |
| 16 ianuarie 2021 21:30 | 6× 1×             | Report  | 3× 1×      | Dr Hassan Moustafa Indoor Sports Complex Arbitri: Gubica, Milošević |

| 18 ianuarie 2021 19:00 | Franța | 25–24   | Elveția   | Dr Hassan Moustafa Indoor Sports Complex Arbitri: Grillo, Lenci |
| 18 ianuarie 2021 19:00 | Mahé 7 | (14–14) | Schmid 10 | Dr Hassan Moustafa Indoor Sports Complex Arbitri: Grillo, Lenci |
| 18 ianuarie 2021 19:00 | 3× 1×  | Report  | 5× 1×     | Dr Hassan Moustafa Indoor Sports Complex Arbitri: Grillo, Lenci |

| 18 ianuarie 2021 21:30 | Norvegia  | 38–29   | Austria         | Dr Hassan Moustafa Indoor Sports Complex Arbitri: Garcia, Marin |
| 18 ianuarie 2021 21:30 | Sagosen 9 | (20–17) | Wagner, Weber 6 | Dr Hassan Moustafa Indoor Sports Complex Arbitri: Garcia, Marin |
| 18 ianuarie 2021 21:30 | 4× 1×     | Report  | 4× 1×           | Dr Hassan Moustafa Indoor Sports Complex Arbitri: Garcia, Marin |

### Grupa F
| Loc | Echipa     | MJ | V | E | Î | GM | GP | DG  | Pct | Calificare         |
| --- | ---------- | -- | - | - | - | -- | -- | --- | --- | ------------------ |
| 1   | Portugalia | 3  | 3 | 0 | 0 | 84 | 62 | +22 | 6   | Grupele principale |
| 2   | Islanda    | 3  | 2 | 0 | 1 | 93 | 72 | +21 | 4   | Grupele principale |
| 3   | Algeria    | 3  | 1 | 0 | 2 | 67 | 88 | −21 | 2   | Grupele principale |
| 4   | Maroc      | 3  | 0 | 0 | 3 | 66 | 88 | −22 | 0   | Cupa Președintelui |

| 14 ianuarie 2021 19:00 | Algeria | 24-23  | Maroc    | New Capital Sports Hall Arbitri: Hansen, Madsen |
| 14 ianuarie 2021 19:00 | Ayoub 7 | (8–15) | Reida 6  | New Capital Sports Hall Arbitri: Hansen, Madsen |
| 14 ianuarie 2021 19:00 | 6×      | Report | 9× 1× 3× | New Capital Sports Hall Arbitri: Hansen, Madsen |

| 14 ianuarie 2021 21:30 | Portugalia | 25-23   | Islanda   | New Capital Sports Hall Arbitri: Horáček, Novotný |
| 14 ianuarie 2021 21:30 | Martins 6  | (11–10) | Elísson 6 | New Capital Sports Hall Arbitri: Horáček, Novotný |
| 14 ianuarie 2021 21:30 | 3× 2×      | Report  | 4× 3×     | New Capital Sports Hall Arbitri: Horáček, Novotný |

| 16 ianuarie 2021 19:00 | Maroc       | 20–33   | Portugalia | New Capital Sports Hall Arbitri: Lah, Sok |
| 16 ianuarie 2021 19:00 | Harchaoui 5 | (12–12) | Portela 9  | New Capital Sports Hall Arbitri: Lah, Sok |
| 16 ianuarie 2021 19:00 | 7× 1×       | Report  | 2×         | New Capital Sports Hall Arbitri: Lah, Sok |

| 16 ianuarie 2021 21:30 | Algeria | 24–39   | Islanda    | New Capital Sports Hall Arbitri: Hansen, Madsen |
| 16 ianuarie 2021 21:30 | Ayoub 5 | (10–22) | Elísson 12 | New Capital Sports Hall Arbitri: Hansen, Madsen |
| 16 ianuarie 2021 21:30 | 4× 1×   | Report  | 4× 1×      | New Capital Sports Hall Arbitri: Hansen, Madsen |

| 18 ianuarie 2021 19:00 | Portugalia | 26–19  | Algeria   | New Capital Sports Hall Arbitri: Pavićević Ražnatović |
| 18 ianuarie 2021 19:00 | Portela 4  | (14–9) | Berkous 7 | New Capital Sports Hall Arbitri: Pavićević Ražnatović |
| 18 ianuarie 2021 19:00 | 6× 1×      | Report | 4× 1×     | New Capital Sports Hall Arbitri: Pavićević Ražnatović |

| 18 ianuarie 2021 21:30 | Islanda                        | 31–23   | Maroc       | New Capital Sports Hall Arbitri: Horáček, Novotný |
| 18 ianuarie 2021 21:30 | Guðmundsson, V. Kristjánsson 6 | (15–10) | Zaroili 5   | New Capital Sports Hall Arbitri: Horáček, Novotný |
| 18 ianuarie 2021 21:30 | 3× 1×                          | Report  | 4× 1× 2× 1× | New Capital Sports Hall Arbitri: Horáček, Novotný |

### Grupa G
| Loc | Echipa            | MJ | V | E | Î | GM | GP  | DG  | Pct | Calificare         |
| --- | ----------------- | -- | - | - | - | -- | --- | --- | --- | ------------------ |
| 1   | Suedia            | 3  | 3 | 0 | 0 | 97 | 69  | +28 | 6   | Grupele principale |
| 2   | Egipt (H)         | 3  | 2 | 0 | 1 | 96 | 72  | +24 | 4   | Grupele principale |
| 3   | Macedonia de Nord | 3  | 1 | 0 | 2 | 71 | 99  | −28 | 2   | Grupele principale |
| 4   | Chile             | 3  | 0 | 0 | 3 | 84 | 108 | −24 | 0   | Cupa Președintelui |

| 13 ianuarie 2021 19:00 | Egipt         | 35-29   | Chile     | Cairo Stadium Indoor Halls Complex Arbitri: Schulze, Tönnies |
| 13 ianuarie 2021 19:00 | Y. El-Deraa 6 | (18–11) | Salinas 8 | Cairo Stadium Indoor Halls Complex Arbitri: Schulze, Tönnies |
| 13 ianuarie 2021 19:00 | 7× 2×         | Report  | 9× 2× 1×  | Cairo Stadium Indoor Halls Complex Arbitri: Schulze, Tönnies |

| 14 ianuarie 2021 21:30 | Suedia   | 32-20   | Macedonia de Nord | Cairo Stadium Indoor Halls Complex Arbitri: Kleven, Jørum |
| 14 ianuarie 2021 21:30 | Wanne 11 | (16–11) | Lazarov 5         | Cairo Stadium Indoor Halls Complex Arbitri: Kleven, Jørum |
| 14 ianuarie 2021 21:30 | 4× 2×    | Report  | 3× 1×             | Cairo Stadium Indoor Halls Complex Arbitri: Kleven, Jørum |

| 16 ianuarie 2021 19:00 | Egipt     | 38–19  | Macedonia de Nord | Cairo Stadium Indoor Halls Complex Arbitri: Bonaventura, Bonaventura |
| 16 ianuarie 2021 19:00 | Mamdouh 8 | (20–6) | trei jucători 3   | Cairo Stadium Indoor Halls Complex Arbitri: Bonaventura, Bonaventura |
| 16 ianuarie 2021 19:00 | 2×        | Report | 5× 1×             | Cairo Stadium Indoor Halls Complex Arbitri: Bonaventura, Bonaventura |

| 16 ianuarie 2021 21:30 | Chile            | 26–41   | Suedia    | Cairo Stadium Indoor Halls Complex Arbitri: Brunner, Salah |
| 16 ianuarie 2021 21:30 | Er. Feuchtmann 7 | (16–20) | Pellas 12 | Cairo Stadium Indoor Halls Complex Arbitri: Brunner, Salah |
| 16 ianuarie 2021 21:30 | 8× 1×            | Report  | 4× 1×     | Cairo Stadium Indoor Halls Complex Arbitri: Brunner, Salah |

| 18 ianuarie 2021 19:00 | Macedonia de Nord | 32–29   | Chile           | Cairo Stadium Indoor Halls Complex Arbitri: Gubica, Milošević |
| 18 ianuarie 2021 19:00 | Lazarov 8         | (16–17) | treI jucători 7 | Cairo Stadium Indoor Halls Complex Arbitri: Gubica, Milošević |
| 18 ianuarie 2021 19:00 | 6×                | Report  | 5× 1×           | Cairo Stadium Indoor Halls Complex Arbitri: Gubica, Milošević |

| 18 ianuarie 2021 21:30 | Suedia    | 24–23  | Egipt   | Cairo Stadium Indoor Halls Complex Arbitri: Jorum, Kleven |
| 18 ianuarie 2021 21:30 | Persson 8 | (9–12) | Sanad 8 | Cairo Stadium Indoor Halls Complex Arbitri: Jorum, Kleven |
| 18 ianuarie 2021 21:30 | 2× 1×     | Report | 3×      | Cairo Stadium Indoor Halls Complex Arbitri: Jorum, Kleven |

### Grupa H
| Loc | Echipa        | MJ | V | E | Î | GM  | GP  | DG  | Pct | Calificare         |
| --- | ------------- | -- | - | - | - | --- | --- | --- | --- | ------------------ |
| 1   | EHR           | 3  | 2 | 1 | 0 | 93  | 83  | +10 | 5   | Grupele principale |
| 2   | Slovenia      | 3  | 2 | 0 | 1 | 105 | 85  | +20 | 4   | Grupele principale |
| 3   | Belarus       | 3  | 1 | 1 | 1 | 89  | 85  | +4  | 3   | Grupele principale |
| 4   | Coreea de Sud | 3  | 0 | 0 | 3 | 79  | 113 | −34 | 0   | Cupa Președintelui |

| 14 ianuarie 2021 16:30 | Belarus     | 32-32   | EHR             | Sala Sporturilor Borg el Arab Arbitri: Belkhiri, Hamidi |
| 14 ianuarie 2021 16:30 | Vailupau 10 | (15–15) | trei jucători 6 | Sala Sporturilor Borg el Arab Arbitri: Belkhiri, Hamidi |
| 14 ianuarie 2021 16:30 | 6× 1×       | Report  | 5× 1×           | Sala Sporturilor Borg el Arab Arbitri: Belkhiri, Hamidi |

| 14 ianuarie 2021 19:00 | Slovenia | 51-29   | Coreea de Sud            | Sala Sporturilor Borg el Arab Arbitri: López, Ramírez |
| 14 ianuarie 2021 19:00 | Gajić 10 | (25–16) | Kim Jin-y., Kim Jin-h. 6 | Sala Sporturilor Borg el Arab Arbitri: López, Ramírez |
| 14 ianuarie 2021 19:00 | 6× 1×    | Report  | 2×                       | Sala Sporturilor Borg el Arab Arbitri: López, Ramírez |

| 16 ianuarie 2021 16:30 | Belarus    | 32–24  | Coreea de Sud | Sala Sporturilor Borg el Arab Arbitri: Krichen, Makhlouf |
| 16 ianuarie 2021 16:30 | Vailupau 8 | (15–9) | Kim Jin-y. 8  | Sala Sporturilor Borg el Arab Arbitri: Krichen, Makhlouf |
| 16 ianuarie 2021 16:30 | 9× 1×      | Report | 3×            | Sala Sporturilor Borg el Arab Arbitri: Krichen, Makhlouf |

| 16 ianuarie 2021 19:00 | EHR             | 31–25   | Slovenia  | Sala Sporturilor Borg el Arab Arbitri: Nachevski, Nikolov |
| 16 ianuarie 2021 19:00 | trei jucători 6 | (16–13) | Dolenec 6 | Sala Sporturilor Borg el Arab Arbitri: Nachevski, Nikolov |
| 16 ianuarie 2021 19:00 | 5× 1×           | Report  | 4× 1×     | Sala Sporturilor Borg el Arab Arbitri: Nachevski, Nikolov |

| 18 ianuarie 2021 16:30 | Coreea de Sud | 26–30   | EHR               | Sala Sporturilor Borg el Arab Arbitri: Belkhiri, Hamidi |
| 18 ianuarie 2021 16:30 | Kim Ji-u. 8   | (15–15) | Andreev, Kornev 5 | Sala Sporturilor Borg el Arab Arbitri: Belkhiri, Hamidi |
| 18 ianuarie 2021 16:30 | 2× 1×         | Report  | 5× 2×             | Sala Sporturilor Borg el Arab Arbitri: Belkhiri, Hamidi |

| 18 ianuarie 2021 19:00 | Slovenia | 29–25   | Belarus   | Sala Sporturilor Borg el Arab Arbitri: Raluy, Sabroso |
| 18 ianuarie 2021 19:00 | Janc 8   | (15–15) | Karalek 7 | Sala Sporturilor Borg el Arab Arbitri: Raluy, Sabroso |
| 18 ianuarie 2021 19:00 | 5× 1×    | Report  | 5× 1×     | Sala Sporturilor Borg el Arab Arbitri: Raluy, Sabroso |

## Cupa președintelui

### Grupa I
| Loc | Echipa                    | MJ | V | E | Î | GM | GP | DG  | Pct | Calificare |
| --- | ------------------------- | -- | - | - | - | -- | -- | --- | --- | ---------- |
| 1   | Tunisia                   | 3  | 3 | 0 | 0 | 82 | 51 | +31 | 6   | Locul 25   |
| 2   | Republica Democrată Congo | 3  | 2 | 0 | 1 | 64 | 69 | −5  | 4   | Locul 27   |
| 3   | Angola                    | 3  | 1 | 0 | 2 | 70 | 66 | +4  | 2   | Locul 29   |
| 4   | Capul Verde               | 3  | 0 | 0 | 3 | 0  | 30 | −30 | 0   | Locul 31   |

| 21 ianuarie 2021 16:30 | Capul Verde | 0–10 | Tunisia | Dr Hassan Moustafa Indoor Sports Complex |
| 21 ianuarie 2021 16:30 |             |      |         | Dr Hassan Moustafa Indoor Sports Complex |
| 21 ianuarie 2021 16:30 |             |      |         | Dr Hassan Moustafa Indoor Sports Complex |

| 21 ianuarie 2021 19:00 | Angola     | 31–32   | Republica Democrată Congo | Dr Hassan Moustafa Indoor Sports Complex Arbitri: Emam, Hedaia |
| 21 ianuarie 2021 19:00 | Ferreira 8 | (15–13) | Kiangebeni 8              | Dr Hassan Moustafa Indoor Sports Complex Arbitri: Emam, Hedaia |
| 21 ianuarie 2021 19:00 | 2× 1×      | Report  | 5× 1×                     | Dr Hassan Moustafa Indoor Sports Complex Arbitri: Emam, Hedaia |

| 23 ianuarie 2021 16:30 | Capul Verde | 10–0 | Angola | Dr Hassan Moustafa Indoor Sports Complex |
| 23 ianuarie 2021 16:30 |             |      |        | Dr Hassan Moustafa Indoor Sports Complex |
| 23 ianuarie 2021 16:30 |             |      |        | Dr Hassan Moustafa Indoor Sports Complex |

| 23 ianuarie 2021 19:00 | Tunisia | 38–22   | Republica Democrată Congo | Dr Hassan Moustafa Indoor Sports Complex Arbitri: Grillo, Lenci |
| 23 ianuarie 2021 19:00 | Toumi 7 | (17–13) | Mvumbi 5                  | Dr Hassan Moustafa Indoor Sports Complex Arbitri: Grillo, Lenci |
| 23 ianuarie 2021 19:00 | 4×      | Report  | 2×                        | Dr Hassan Moustafa Indoor Sports Complex Arbitri: Grillo, Lenci |

| 25 ianuarie 2021 16:30 | Republica Democrată Congo | 10–0 | Capul Verde | Dr Hassan Moustafa Indoor Sports Complex |
| 25 ianuarie 2021 16:30 |                           |      |             | Dr Hassan Moustafa Indoor Sports Complex |
| 25 ianuarie 2021 16:30 |                           |      |             | Dr Hassan Moustafa Indoor Sports Complex |

| 25 ianuarie 2021 19:00 | Tunisia | 34–29   | Angola        | Dr Hassan Moustafa Indoor Sports Complex Arbitri: Kolahdouzan, Mousaviannazhad |
| 25 ianuarie 2021 19:00 | Rzig 12 | (14–13) | Hebo, Lopes 7 | Dr Hassan Moustafa Indoor Sports Complex Arbitri: Kolahdouzan, Mousaviannazhad |
| 25 ianuarie 2021 19:00 | 8× 1×   | Report  | 3× 1×         | Dr Hassan Moustafa Indoor Sports Complex Arbitri: Kolahdouzan, Mousaviannazhad |

### Grupa a II-a
| Loc | Echipa        | MJ | V | E | Î | GM  | GP  | DG  | Pct | Calificare |
| --- | ------------- | -- | - | - | - | --- | --- | --- | --- | ---------- |
| 1   | Austria       | 3  | 3 | 0 | 0 | 105 | 82  | +23 | 6   | Locul 25   |
| 2   | Chile         | 3  | 2 | 0 | 1 | 103 | 83  | +20 | 4   | Locul 27   |
| 3   | Maroc         | 3  | 1 | 0 | 2 | 71  | 89  | −18 | 2   | Locul 29   |
| 4   | Coreea de Sud | 3  | 0 | 0 | 3 | 87  | 112 | −25 | 0   | Locul 31   |

| 20 ianuarie 2021 16:30 | Chile            | 44–33   | Coreea de Sud | New Capital Sports Hall Arbitri: Belkhiri, Hamidi |
| 20 ianuarie 2021 16:30 | Salinas Muñoz 12 | (24–17) | Kim Jin-y. 8  | New Capital Sports Hall Arbitri: Belkhiri, Hamidi |
| 20 ianuarie 2021 16:30 | 4× 2×            | Report  | 5×            | New Capital Sports Hall Arbitri: Belkhiri, Hamidi |

| 20 ianuarie 2021 19:00 | Austria   | 36–22   | Maroc   | New Capital Sports Hall Arbitri: Brunner, Salah |
| 20 ianuarie 2021 19:00 | Frimmel 9 | (17–14) | Reida 7 | New Capital Sports Hall Arbitri: Brunner, Salah |
| 20 ianuarie 2021 19:00 | 5× 2×     | Report  | 4×      | New Capital Sports Hall Arbitri: Brunner, Salah |

| 22 ianuarie 2021 16:30 | Maroc     | 32–25   | Coreea de Sud | New Capital Sports Hall Arbitri: Jørum, Kleven |
| 22 ianuarie 2021 16:30 | Fougani 7 | (15–14) | Kim Jin-y. 9  | New Capital Sports Hall Arbitri: Jørum, Kleven |
| 22 ianuarie 2021 16:30 | 5× 2× 1×  | Report  | 4×            | New Capital Sports Hall Arbitri: Jørum, Kleven |

| 22 ianuarie 2021 19:00 | Austria   | 33–31   | Chile            | New Capital Sports Hall Arbitri: Brunner, Salah |
| 22 ianuarie 2021 19:00 | Frimmel 8 | (14–15) | Er. Feuchtmann 9 | New Capital Sports Hall Arbitri: Brunner, Salah |
| 22 ianuarie 2021 19:00 | 8× 1×     | Report  | 7× 1×            | New Capital Sports Hall Arbitri: Brunner, Salah |

| 24 ianuarie 2021 16:30 | Maroc       | 17–28   | Chile        | New Capital Sports Hall Arbitri: Pavićević, Ražnatović |
| 24 ianuarie 2021 16:30 | Harchaoui 6 | (12–14) | E. Salinas 7 | New Capital Sports Hall Arbitri: Pavićević, Ražnatović |
| 24 ianuarie 2021 16:30 | 6× 2×       | Report  | 4×           | New Capital Sports Hall Arbitri: Pavićević, Ražnatović |

| 24 ianuarie 2021 19:00 | Coreea de Sud      | 29–36   | Austria      | New Capital Sports Hall Arbitri: Emam, Hedaia |
| 24 ianuarie 2021 19:00 | Kang, Kim Jin-y. 4 | (14–18) | Pratschner 9 | New Capital Sports Hall Arbitri: Emam, Hedaia |
| 24 ianuarie 2021 19:00 | 1×                 | Report  | 3× 2×        | New Capital Sports Hall Arbitri: Emam, Hedaia |

### Meciul pentru locul 31
| 27 ianuarie 2021 16:30 | Capul Verde | 0–10 | Coreea de Sud | Dr Hassan Moustafa Indoor Sports Complex |
| 27 ianuarie 2021 16:30 |             |      |               | Dr Hassan Moustafa Indoor Sports Complex |
| 27 ianuarie 2021 16:30 |             |      |               | Dr Hassan Moustafa Indoor Sports Complex |

### Meciul pentru locul 29
| 27 ianuarie 2021 19:00 | Angola | v | Maroc | Dr Hassan Moustafa Indoor Sports Complex |
| 27 ianuarie 2021 19:00 | Report |   |       | Dr Hassan Moustafa Indoor Sports Complex |
| 27 ianuarie 2021 19:00 |        |   |       | Dr Hassan Moustafa Indoor Sports Complex |

### Meciul pentru locul 27
| 27 ianuarie 2021 16:30 | Republica Democrată Congo | v | Chile | New Capital Sports Hall |
| 27 ianuarie 2021 16:30 | Report                    |   |       | New Capital Sports Hall |
| 27 ianuarie 2021 16:30 |                           |   |       | New Capital Sports Hall |

### Meciul pentru locul 25
| 27 ianuarie 2021 19:00 | Tunisia | v | Austria | New Capital Sports Hall |
| 27 ianuarie 2021 19:00 | Report  |   |         | New Capital Sports Hall |
| 27 ianuarie 2021 19:00 |         |   |         | New Capital Sports Hall |

## Grupele principale

### Grupa I
| Loc | Echipa   | MJ | V | E | Î | GM  | GP  | DG   | Pct | Calificare           |
| --- | -------- | -- | - | - | - | --- | --- | ---- | --- | -------------------- |
| 1   | Spania   | 5  | 4 | 1 | 0 | 162 | 134 | +28  | 9   | Sferturile de finală |
| 2   | Ungaria  | 5  | 4 | 0 | 1 | 160 | 131 | +29  | 8   | Sferturile de finală |
| 3   | Germania | 5  | 2 | 1 | 2 | 153 | 122 | +31  | 5   |                      |
| 4   | Polonia  | 5  | 2 | 1 | 2 | 138 | 119 | +19  | 5   |                      |
| 5   | Brazilia | 5  | 1 | 1 | 3 | 136 | 139 | −3   | 3   |                      |
| 6   | Uruguay  | 5  | 0 | 0 | 5 | 88  | 192 | −104 | 0   |                      |

| 21 ianuarie 2021 16:30 | Uruguay  | 16–30  | Polonia  | New Capital Sports Hall Arbitri: Belkhiri, Hamidi |
| 21 ianuarie 2021 16:30 | Cancio 6 | (9–14) | Moryto 8 | New Capital Sports Hall Arbitri: Belkhiri, Hamidi |
| 21 ianuarie 2021 16:30 | 1×       | Report | 6× 1×    | New Capital Sports Hall Arbitri: Belkhiri, Hamidi |

| 21 ianuarie 2021 19:00 | Ungaria   | 29–23   | Brazilia  | New Capital Sports Hall Arbitri: Brunner, Salah |
| 21 ianuarie 2021 19:00 | Bánhidi 5 | (16–11) | Langaro 8 | New Capital Sports Hall Arbitri: Brunner, Salah |
| 21 ianuarie 2021 19:00 | 4× 2×     | Report  | 3×        | New Capital Sports Hall Arbitri: Brunner, Salah |

| 21 ianuarie 2021 21:30 | Spania            | 32–28   | Germania    | New Capital Sports Hall Arbitri: Gubica, Milošević |
| 21 ianuarie 2021 21:30 | Fernández Pérez 6 | (16–13) | Kastening 7 | New Capital Sports Hall Arbitri: Gubica, Milošević |
| 21 ianuarie 2021 21:30 | 3× 1×             | Report  | 5× 2×       | New Capital Sports Hall Arbitri: Gubica, Milošević |

| 23 ianuarie 2021 16:30 | Uruguay  | 23–38   | Spania  | New Capital Sports Hall Arbitri: Emam, Hedaia |
| 23 ianuarie 2021 16:30 | Cancio 8 | (12–24) | Ariño 8 | New Capital Sports Hall Arbitri: Emam, Hedaia |
| 23 ianuarie 2021 16:30 | 3× 1×    | Report  | 5× 1×   | New Capital Sports Hall Arbitri: Emam, Hedaia |

| 23 ianuarie 2021 19:00 | Polonia | 26-30   | Ungaria | New Capital Sports Hall Arbitri: Gubica, Milošević |
| 23 ianuarie 2021 19:00 | Sićko 5 | (10–16) | Lékai 8 | New Capital Sports Hall Arbitri: Gubica, Milošević |
| 23 ianuarie 2021 19:00 | 3×      | Report  | 3× 1×   | New Capital Sports Hall Arbitri: Gubica, Milošević |

| 23 ianuarie 2021 21:30 | Germania | 31–24   | Brazilia          | New Capital Sports Hall Arbitri: Jørum, Kleven |
| 23 ianuarie 2021 21:30 | Golla 7  | (16–12) | Moraes Ferreira 6 | New Capital Sports Hall Arbitri: Jørum, Kleven |
| 23 ianuarie 2021 21:30 | 6× 1×    | Report  | 3× 1×             | New Capital Sports Hall Arbitri: Jørum, Kleven |

| 25 ianuarie 2021 16:30 | Brazilia  | 37–17  | Uruguay         | New Capital Sports Hall Arbitri: Krichen, Makhlouf |
| 25 ianuarie 2021 16:30 | Luciano 7 | (18–7) | trei jucători 3 | New Capital Sports Hall Arbitri: Krichen, Makhlouf |
| 25 ianuarie 2021 16:30 | 2× 1×     | Report | 2×              | New Capital Sports Hall Arbitri: Krichen, Makhlouf |

| 25 ianuarie 2021 19:00 | Spania | 36–28   | Ungaria         | New Capital Sports Hall Arbitri: Nachevski, Nikolov |
| 25 ianuarie 2021 19:00 | Solé 8 | (21–14) | Balogh, Győri 5 | New Capital Sports Hall Arbitri: Nachevski, Nikolov |
| 25 ianuarie 2021 19:00 | 5× 1×  | Report  | 4× 1×           | New Capital Sports Hall Arbitri: Nachevski, Nikolov |

| 25 ianuarie 2021 21:30 | Polonia     | 23–23   | Germania         | New Capital Sports Hall Arbitri: Pavićević, Ražnatović |
| 25 ianuarie 2021 21:30 | Krajewski 5 | (12–11) | Schmidt, Weber 4 | New Capital Sports Hall Arbitri: Pavićević, Ražnatović |
| 25 ianuarie 2021 21:30 | 5× 1×       | Report  | 4× 1×            | New Capital Sports Hall Arbitri: Pavićević, Ražnatović |

### Grupa a II-a
| Loc | Echipa    | MJ | V | E | Î | GM  | GP  | DG  | Pct | Calificare           |
| --- | --------- | -- | - | - | - | --- | --- | --- | --- | -------------------- |
| 1   | Danemarca | 5  | 5 | 0 | 0 | 169 | 116 | +53 | 10  | Sferturile de finală |
| 2   | Qatar     | 5  | 3 | 0 | 2 | 132 | 135 | −3  | 6   | Sferturile de finală |
| 3   | Argentina | 5  | 3 | 0 | 2 | 120 | 121 | −1  | 6   |                      |
| 4   | Croația   | 5  | 2 | 1 | 2 | 128 | 132 | −4  | 5   |                      |
| 5   | Japonia   | 5  | 1 | 1 | 3 | 138 | 147 | −9  | 3   |                      |
| 6   | Bahrain   | 5  | 0 | 0 | 5 | 107 | 143 | −36 | 0   |                      |

| 21 ianuarie 2021 16:30 | Japonia   | 24–28   | Argentina  | Cairo Stadium Indoor Halls Complex Arbitri: Kolahdouzan, Mousaviannazhad |
| 21 ianuarie 2021 16:30 | Yoshino 6 | (13–17) | Pizarro 10 | Cairo Stadium Indoor Halls Complex Arbitri: Kolahdouzan, Mousaviannazhad |
| 21 ianuarie 2021 16:30 | 2×        | Report  | 2× 3×      | Cairo Stadium Indoor Halls Complex Arbitri: Kolahdouzan, Mousaviannazhad |

| 21 ianuarie 2021 19:00 | Croația  | 28–18  | Bahrain            | Cairo Stadium Indoor Halls Complex Arbitri: Bonaventura, Bonaventura |
| 21 ianuarie 2021 19:00 | Horvat 8 | (13–8) | Ahmed, Al-Sayyad 6 | Cairo Stadium Indoor Halls Complex Arbitri: Bonaventura, Bonaventura |
| 21 ianuarie 2021 19:00 | 2×       | Report | 3× 1×              | Cairo Stadium Indoor Halls Complex Arbitri: Bonaventura, Bonaventura |

| 21 ianuarie 2021 21:30 | Danemarca   | 32–23   | Qatar      | Cairo Stadium Indoor Halls Complex Arbitri: Pavićević, Ražnatović |
| 21 ianuarie 2021 21:30 | M. Hansen 8 | (17–12) | Frankis 12 | Cairo Stadium Indoor Halls Complex Arbitri: Pavićević, Ražnatović |
| 21 ianuarie 2021 21:30 | 4×          | Report  | 7× 3×      | Cairo Stadium Indoor Halls Complex Arbitri: Pavićević, Ražnatović |

| 23 ianuarie 2021 16:30 | Qatar    | 28–23   | Bahrain | Cairo Stadium Indoor Halls Complex Arbitri: García, Marín |
| 23 ianuarie 2021 16:30 | Capote 9 | (13–14) | Ahmed 5 | Cairo Stadium Indoor Halls Complex Arbitri: García, Marín |
| 23 ianuarie 2021 16:30 | 2×       | Report  | 4× 2×   | Cairo Stadium Indoor Halls Complex Arbitri: García, Marín |

| 23 ianuarie 2021 19:00 | Argentina | 23-19   | Croația | Cairo Stadium Indoor Halls Complex Arbitri: Pavićević, Ražnatović |
| 23 ianuarie 2021 19:00 | Pizarro 4 | (12–12) | Čupić 7 | Cairo Stadium Indoor Halls Complex Arbitri: Pavićević, Ražnatović |
| 23 ianuarie 2021 19:00 | 5× 1×     | Report  | 4× 1×   | Cairo Stadium Indoor Halls Complex Arbitri: Pavićević, Ražnatović |

| 23 ianuarie 2021 21:30 | Japonia  | 27–34   | Danemarca      | Cairo Stadium Indoor Halls Complex Arbitri: Nachevski, Nikolov |
| 23 ianuarie 2021 21:30 | Agarie 7 | (17–19) | E. Jakobsen 12 | Cairo Stadium Indoor Halls Complex Arbitri: Nachevski, Nikolov |
| 23 ianuarie 2021 21:30 | 5× 1×    | Report  | 3× 1×          | Cairo Stadium Indoor Halls Complex Arbitri: Nachevski, Nikolov |

| 25 ianuarie 2021 16:30 | Bahrain | 25–29   | Japonia   | Cairo Stadium Indoor Halls Complex Arbitri: C. Bonaventura, J. Bonaventura |
| 25 ianuarie 2021 16:30 | Ahmed 5 | (12–19) | Yoshino 9 | Cairo Stadium Indoor Halls Complex Arbitri: C. Bonaventura, J. Bonaventura |
| 25 ianuarie 2021 16:30 | 5× 1×   | Report  | 2×        | Cairo Stadium Indoor Halls Complex Arbitri: C. Bonaventura, J. Bonaventura |

| 25 ianuarie 2021 19:00 | Argentina | 25–26   | Qatar     | Cairo Stadium Indoor Halls Complex Arbitri: Horáček, Novotný |
| 25 ianuarie 2021 19:00 | Pizarro 7 | (13–12) | Frankis 8 | Cairo Stadium Indoor Halls Complex Arbitri: Horáček, Novotný |
| 25 ianuarie 2021 19:00 | 5× 2×     | Report  | 3× 1×     | Cairo Stadium Indoor Halls Complex Arbitri: Horáček, Novotný |

| 25 ianuarie 2021 21:30 | Danemarca  | 38–26   | Croația | Cairo Stadium Indoor Halls Complex Arbitri: Raluy, Sabroso |
| 25 ianuarie 2021 21:30 | Jakobsen 8 | (17–15) | Marić 6 | Cairo Stadium Indoor Halls Complex Arbitri: Raluy, Sabroso |
| 25 ianuarie 2021 21:30 | 3×         | Report  | 3× 1×   | Cairo Stadium Indoor Halls Complex Arbitri: Raluy, Sabroso |

### Grupa a III-a
| Loc | Echipa     | MJ | V | E | Î | GM  | GP  | DG  | Pct | Calificare           |
| --- | ---------- | -- | - | - | - | --- | --- | --- | --- | -------------------- |
| 1   | Franța     | 5  | 5 | 0 | 0 | 142 | 123 | +19 | 10  | Sferturile de finală |
| 2   | Norvegia   | 5  | 4 | 0 | 1 | 155 | 137 | +18 | 8   | Sferturile de finală |
| 3   | Portugalia | 5  | 3 | 0 | 2 | 135 | 132 | +3  | 6   |                      |
| 4   | Elveția    | 5  | 2 | 0 | 3 | 125 | 131 | −6  | 4   |                      |
| 5   | Islanda    | 5  | 1 | 0 | 4 | 139 | 132 | +7  | 2   |                      |
| 6   | Algeria    | 5  | 0 | 0 | 5 | 116 | 157 | −41 | 0   |                      |

| 20 ianuarie 2021 16:30 | Elveția  | 20–18  | Islanda       | Dr Hassan Moustafa Indoor Sports Complex Arbitri: Schulze, Tönnies |
| 20 ianuarie 2021 16:30 | Schmid 6 | (10–9) | Guðmundsson 4 | Dr Hassan Moustafa Indoor Sports Complex Arbitri: Schulze, Tönnies |
| 20 ianuarie 2021 16:30 | 5× 2×    | Report | 2× 1×         | Dr Hassan Moustafa Indoor Sports Complex Arbitri: Schulze, Tönnies |

| 20 ianuarie 2021 19:00 | Franța          | 29–26   | Algeria   | Dr Hassan Moustafa Indoor Sports Complex Arbitri: Grillo, Lenci |
| 20 ianuarie 2021 19:00 | trei jucători 4 | (16–14) | Berkous 7 | Dr Hassan Moustafa Indoor Sports Complex Arbitri: Grillo, Lenci |
| 20 ianuarie 2021 19:00 | 3×              | Report  | 5× 1×     | Dr Hassan Moustafa Indoor Sports Complex Arbitri: Grillo, Lenci |

| 20 ianuarie 2021 21:30 | Portugalia         | 28–29   | Norvegia  | Dr Hassan Moustafa Indoor Sports Complex Arbitri: Raluy, Sabroso |
| 20 ianuarie 2021 21:30 | Martins, Portela 5 | (14–16) | Sagosen 6 | Dr Hassan Moustafa Indoor Sports Complex Arbitri: Raluy, Sabroso |
| 20 ianuarie 2021 21:30 | 7× 3× 1×           | Report  | 4× 1×     | Dr Hassan Moustafa Indoor Sports Complex Arbitri: Raluy, Sabroso |

| 22 ianuarie 2021 16:30 | Elveția   | 29–33   | Portugalia | Dr Hassan Moustafa Indoor Sports Complex Arbitri: García, Marín |
| 22 ianuarie 2021 16:30 | Schmid 11 | (15–17) | Iturriza 7 | Dr Hassan Moustafa Indoor Sports Complex Arbitri: García, Marín |
| 22 ianuarie 2021 16:30 | 4×        | Report  | 3× 1×      | Dr Hassan Moustafa Indoor Sports Complex Arbitri: García, Marín |

| 22 ianuarie 2021 19:00 | Islanda   | 26–28   | Franța | Dr Hassan Moustafa Indoor Sports Complex Arbitri: Raluy, Sabroso |
| 22 ianuarie 2021 19:00 | Elísson 9 | (14–16) | Mem 7  | Dr Hassan Moustafa Indoor Sports Complex Arbitri: Raluy, Sabroso |
| 22 ianuarie 2021 19:00 | 5× 1×     | Report  | 5×     | Dr Hassan Moustafa Indoor Sports Complex Arbitri: Raluy, Sabroso |

| 22 ianuarie 2021 21:30 | Norvegia | 36–23   | Algeria | Dr Hassan Moustafa Indoor Sports Complex Arbitri: Schulze, Tönnies |
| 22 ianuarie 2021 21:30 | Blonz 7  | (17–11) | Ayoub 7 | Dr Hassan Moustafa Indoor Sports Complex Arbitri: Schulze, Tönnies |
| 22 ianuarie 2021 21:30 | 3× 2×    | Report  | 4× 1×   | Dr Hassan Moustafa Indoor Sports Complex Arbitri: Schulze, Tönnies |

| 24 ianuarie 2021 16:30 | Algeria | 24–27   | Elveția  | Dr Hassan Moustafa Indoor Sports Complex Arbitri: Grillo, Lenci |
| 24 ianuarie 2021 16:30 | Ayoub 6 | (13–15) | Schmid 9 | Dr Hassan Moustafa Indoor Sports Complex Arbitri: Grillo, Lenci |
| 24 ianuarie 2021 16:30 | 4× 1×   | Report  | 2× 1×    | Dr Hassan Moustafa Indoor Sports Complex Arbitri: Grillo, Lenci |

| 24 ianuarie 2021 19:00 | Islanda   | 33–35   | Norvegia  | Dr Hassan Moustafa Indoor Sports Complex Arbitri: Nachevski, Nikolov |
| 24 ianuarie 2021 19:00 | Elísson 6 | (18–18) | Sagosen 8 | Dr Hassan Moustafa Indoor Sports Complex Arbitri: Nachevski, Nikolov |
| 24 ianuarie 2021 19:00 | 8× 2× 1×  | Report  | 8× 2×     | Dr Hassan Moustafa Indoor Sports Complex Arbitri: Nachevski, Nikolov |

| 24 ianuarie 2021 21:30 | Portugalia | 23–32   | Franța   | Dr Hassan Moustafa Indoor Sports Complex Arbitri: Gubica, Milošević |
| 24 ianuarie 2021 21:30 | Martins 6  | (12–16) | Descat 8 | Dr Hassan Moustafa Indoor Sports Complex Arbitri: Gubica, Milošević |
| 24 ianuarie 2021 21:30 | 4× 2×      |         | 2×       | Dr Hassan Moustafa Indoor Sports Complex Arbitri: Gubica, Milošević |

### Grupa a IV-a
| Loc | Echipa            | MJ | V | E | Î | GM  | GP  | DG  | Pct | Calificare           |
| --- | ----------------- | -- | - | - | - | --- | --- | --- | --- | -------------------- |
| 1   | Suedia            | 5  | 3 | 2 | 0 | 144 | 117 | +27 | 8   | Sferturile de finală |
| 2   | Egipt (H)         | 5  | 3 | 1 | 1 | 149 | 117 | +32 | 7   | Sferturile de finală |
| 3   | Slovenia          | 5  | 2 | 2 | 1 | 138 | 130 | +8  | 6   |                      |
| 4   | EHR               | 5  | 2 | 1 | 2 | 138 | 139 | −1  | 5   |                      |
| 5   | Belarus           | 5  | 1 | 2 | 2 | 139 | 148 | −9  | 4   |                      |
| 6   | Macedonia de Nord | 5  | 0 | 0 | 5 | 106 | 163 | −57 | 0   |                      |

| 20 ianuarie 2021 16:30 | Macedonia de Nord | 21–31  | Slovenia | Cairo Stadium Indoor Halls Complex Arbitri: García, Marín |
| 20 ianuarie 2021 16:30 | Lazarov 5         | (9–13) | Gajić 7  | Cairo Stadium Indoor Halls Complex Arbitri: García, Marín |
| 20 ianuarie 2021 16:30 | 2× 1×             | Report | 2× 1×    | Cairo Stadium Indoor Halls Complex Arbitri: García, Marín |

| 20 ianuarie 2021 19:00 | EHR         | 23–28  | Egipt            | Cairo Stadium Indoor Halls Complex Arbitri: Horáček, Novotný |
| 20 ianuarie 2021 19:00 | Kosorotov 8 | (8–15) | Mamdouh Shebib 7 | Cairo Stadium Indoor Halls Complex Arbitri: Horáček, Novotný |
| 20 ianuarie 2021 19:00 | 7× 1×       | Report | 3×               | Cairo Stadium Indoor Halls Complex Arbitri: Horáček, Novotný |

| 20 ianuarie 2021 21:30 | Suedia  | 26–26   | Belarus             | Cairo Stadium Indoor Halls Complex Arbitri: Bonaventura, Bonaventura |
| 20 ianuarie 2021 21:30 | Wanne 5 | (11–15) | Vailupau, Jurjnok 5 | Cairo Stadium Indoor Halls Complex Arbitri: Bonaventura, Bonaventura |
| 20 ianuarie 2021 21:30 | 3×      | Report  | 4× 1×               | Cairo Stadium Indoor Halls Complex Arbitri: Bonaventura, Bonaventura |

| 22 ianuarie 2021 16:30 | Macedonia de Nord | 20–32  | EHR      | Cairo Stadium Indoor Halls Complex Arbitri: C. Bonaventura, J. Bonaventura |
| 22 ianuarie 2021 16:30 | Kuzmanovski 6     | (9–19) | Soroka 6 | Cairo Stadium Indoor Halls Complex Arbitri: C. Bonaventura, J. Bonaventura |
| 22 ianuarie 2021 16:30 | 6× 1×             | Report | 2× 1×    | Cairo Stadium Indoor Halls Complex Arbitri: C. Bonaventura, J. Bonaventura |

| 22 ianuarie 2021 19:00 | Egipt      | 35–26   | Belarus    | Cairo Stadium Indoor Halls Complex Arbitri: Nachevski, Nikolov |
| 22 ianuarie 2021 19:00 | El-Ahmar 8 | (21–14) | Vailupau 4 | Cairo Stadium Indoor Halls Complex Arbitri: Nachevski, Nikolov |
| 22 ianuarie 2021 19:00 | 1×         | Report  | 3× 1×      | Cairo Stadium Indoor Halls Complex Arbitri: Nachevski, Nikolov |

| 22 ianuarie 2021 21:30 | Slovenia | 28–28   | Suedia   | Cairo Stadium Indoor Halls Complex Arbitri: Horáček, Novotný |
| 22 ianuarie 2021 21:30 | Gajić 6  | (14–15) | Wanne 7  | Cairo Stadium Indoor Halls Complex Arbitri: Horáček, Novotný |
| 22 ianuarie 2021 21:30 | 5× 1×    | Report  | 9× 2× 1× | Cairo Stadium Indoor Halls Complex Arbitri: Horáček, Novotný |

| 24 ianuarie 2021 16:30 | Belarus  | 30–26   | Macedonia de Nord | Cairo Stadium Indoor Halls Complex Arbitri: Kolahdouzan, Mousaviannazhad |
| 24 ianuarie 2021 16:30 | Kulesh 7 | (14–14) | Lazarov 7         | Cairo Stadium Indoor Halls Complex Arbitri: Kolahdouzan, Mousaviannazhad |
| 24 ianuarie 2021 16:30 | 3× 2×    | Report  | 1×                | Cairo Stadium Indoor Halls Complex Arbitri: Kolahdouzan, Mousaviannazhad |

| 24 ianuarie 2021 19:00 | Slovenia | 25–25  | Egipt   | Cairo Stadium Indoor Halls Complex Arbitri: Schulze, Tönnies |
| 24 ianuarie 2021 19:00 | Janc 6   | (12–8) | Sanad 7 | Cairo Stadium Indoor Halls Complex Arbitri: Schulze, Tönnies |
| 24 ianuarie 2021 19:00 | 6× 2×    | Report | 2×      | Cairo Stadium Indoor Halls Complex Arbitri: Schulze, Tönnies |

| 24 ianuarie 2021 21:30 | EHR     | 20–34  | Suedia   | Cairo Stadium Indoor Halls Complex Arbitri: García, Marín |
| 24 ianuarie 2021 21:30 | Kotov 5 | (8–17) | Pellas 8 | Cairo Stadium Indoor Halls Complex Arbitri: García, Marín |
| 24 ianuarie 2021 21:30 | 5× 1×   | Report | 5× 1×    | Cairo Stadium Indoor Halls Complex Arbitri: García, Marín |

## Fazele eliminatorii

### Tablou
|  | Sferturi de finală | Sferturi de finală |             |        | Semifinale | Semifinale |  |  | Finala | Finala |
|  |                    |                    |             |        |            |            |  |  |        |        |
|  | 27 ianuarie        |                    |             |        |            |            |  |  |        |        |
|  |                    |                    |             |        |            |            |  |  |        |        |
|  | Spania             |                    |             |        |            |            |  |  |        |        |
|  | 29 ianuarie        |                    |             |        |            |            |  |  |        |        |
|  | Norvegia           | 26                 |             |        |            |            |  |  |        |        |
|  | Norvegia           | 26                 | Spania      | 33     |            |            |  |  |        |        |
|  | 27 ianuarie        |                    | Spania      | 33     |            |            |  |  |        |        |
|  |                    | Danemarca          | 35          |        |            |            |  |  |        |        |
|  | Danemarca          | Danemarca          | 35          | 35 (4) |            |            |  |  |        |        |
|  | Danemarca          |                    | 31 ianuarie | 35 (4) |            |            |  |  |        |        |
|  | Egipt              | 35 (3)             |             |        |            |            |  |  |        |        |
|  | Egipt              | 35 (3)             | Danemarca   |        |            |            |  |  |        |        |
|  | 27 ianuarie        |                    |             |        |            |            |  |  |        |        |
|  |                    | Suedia             |             |        |            |            |  |  |        |        |
|  | Franța             | 35                 |             |        |            |            |  |  |        |        |
|  | Franța             | 35                 | 29 ianuarie |        |            |            |  |  |        |        |
|  | Ungaria            | 32                 |             |        |            |            |  |  |        |        |
|  | Ungaria            | 32                 | Franța      | 26     |            |            |  |  |        |        |
|  | 27 ianuarie        |                    | Franța      | 26     |            |            |  |  |        |        |
|  |                    | Suedia             | 32          |        | Semifinale | Semifinale |  |  |        |        |
|  | Suedia             | Suedia             | 32          | 35     | Semifinale | Semifinale |  |  |        |        |
|  | Suedia             |                    | 31 ianuarie | 35     |            |            |  |  |        |        |
|  | Qatar              | 23                 |             |        |            |            |  |  |        |        |
|  | Qatar              | 23                 | Spania      |        |            |            |  |  |        |        |
|  |                    |                    |             |        |            |            |  |  |        |        |
|  | Franța             |                    |             |        |            |            |  |  |        |        |
|  |                    |                    |             |        |            |            |  |  |        |        |

### Sferturile de finală
| 27 ianuarie 2021 18:30 | Danemarca                         | 39-38 (Prel.) | Egipt   | Cairo Stadium Indoor Halls Complex Arbitri: Gubica, Milošević |
| 27 ianuarie 2021 18:30 | M. Hansen 10                      | (16–13)       | Omar 11 | Cairo Stadium Indoor Halls Complex Arbitri: Gubica, Milošević |
| 27 ianuarie 2021 18:30 | 3× 1×                             | Report        | 5× 1×   | Cairo Stadium Indoor Halls Complex Arbitri: Gubica, Milošević |
| 27 ianuarie 2021 18:30 | FT: 28–28 Prel.: 6–6, 1–1 7m: 4–3 |               |         | Cairo Stadium Indoor Halls Complex Arbitri: Gubica, Milošević |

| 27 ianuarie 2021 21:30 | Suedia            | 35–23   | Qatar     | Cairo Stadium Indoor Halls Complexo Arbitri: C. Bonaventura, J. Bonaventura |
| 27 ianuarie 2021 21:30 | Chrintz, Pellas 8 | (14–10) | Frankis 5 | Cairo Stadium Indoor Halls Complexo Arbitri: C. Bonaventura, J. Bonaventura |
| 27 ianuarie 2021 21:30 | 3×                | Report  | 3×        | Cairo Stadium Indoor Halls Complexo Arbitri: C. Bonaventura, J. Bonaventura |

| 27 ianuarie 2021 21:30 | Spania          | 31–26   | Norvegia | New Capital Sports Hall Arbitri: Nachevski, Nikolov Format:Country data MK |
| 27 ianuarie 2021 21:30 | A. Dujshebaev 8 | (21–15) | Jøndal 6 | New Capital Sports Hall Arbitri: Nachevski, Nikolov Format:Country data MK |
| 27 ianuarie 2021 21:30 | 3× 1×           | Report  | 3× 1×    | New Capital Sports Hall Arbitri: Nachevski, Nikolov Format:Country data MK |

| 27 ianuarie 2021 21:30 | Franța               | 35–32 (Prel.) | Ungaria   | Sala Sporturilor Borg el Arab Arbitri: García, Marín |
| 27 ianuarie 2021 21:30 | Guigou 6             | (12–14)       | Bánhidi 6 | Sala Sporturilor Borg el Arab Arbitri: García, Marín |
| 27 ianuarie 2021 21:30 | 4× 2×                | Report        | 3× 2×     | Sala Sporturilor Borg el Arab Arbitri: García, Marín |
| 27 ianuarie 2021 21:30 | FT: 30–30 Prel.: 5–2 |               |           | Sala Sporturilor Borg el Arab Arbitri: García, Marín |

### Semifinale
| 29 ianuarie 2021 18:30 | Franța   | 26–32   | Suedia   | Cairo Stadium Indoor Halls Complex Arbitri: Schulze, Tönnies |
| 29 ianuarie 2021 18:30 | Descat 5 | (13–16) | Wanne 11 | Cairo Stadium Indoor Halls Complex Arbitri: Schulze, Tönnies |
| 29 ianuarie 2021 18:30 | 4× 1×    | Report  | 4× 2×    | Cairo Stadium Indoor Halls Complex Arbitri: Schulze, Tönnies |

| 29 ianuarie 2021 21:30 | Spania          | 33–35   | Danemarca    | Cairo Stadium Indoor Halls Complex Arbitri: Horáček, Novotný |
| 29 ianuarie 2021 21:30 | D. Dujshebaev 7 | (16–18) | M. Hansen 12 | Cairo Stadium Indoor Halls Complex Arbitri: Horáček, Novotný |
| 29 ianuarie 2021 21:30 | 3× 1×           | Report  | 3× 2× 1×     | Cairo Stadium Indoor Halls Complex Arbitri: Horáček, Novotný |

### Meciul pentru locul 3
| 31 ianuarie 2021 15:30 | Spania          | 35–29   | Franța   | Cairo Stadium Indoor Halls Complex Arbitri: Gubica, Milošević |
| 31 ianuarie 2021 15:30 | A. Dujshebaev 8 | (16–13) | Descat 7 | Cairo Stadium Indoor Halls Complex Arbitri: Gubica, Milošević |
| 31 ianuarie 2021 15:30 | 1×              | Report  | 1× 2×    | Cairo Stadium Indoor Halls Complex Arbitri: Gubica, Milošević |

### Finala
| 31 ianuarie 2021 18:30 | Danemarca   | 26-24   | Suedia  | Cairo Stadium Indoor Halls Complex Arbitri: Raluy, Sabroso |
| 31 ianuarie 2021 18:30 | M. Hansen 7 | (13–13) | Wanne 5 | Cairo Stadium Indoor Halls Complex Arbitri: Raluy, Sabroso |
| 31 ianuarie 2021 18:30 | 4×          | Report  | 3× 2×   | Cairo Stadium Indoor Halls Complex Arbitri: Raluy, Sabroso |

## Clasamentul final
Locurile 1 la 4 și 25 la 32 au fost decise ca urmare a play-off-ului sau a fazelor eliminatorii. Echipele învinse în sferturile de finală s-au clasat pe locul 5-8, în funcție de locurile din grupele principale, punctele obținute și diferența de goluri. Echipele clasate pe locul 3 în fiecare grupă din runda principală s-au clasat pe locurile 9-12. Echipele clasate pe locul 4 în fiecare grupă din runda principală s-au clasat pe locurile 13-16. Echipele clasate pe locul 5 în fiecare grupă din runda principală s-au clasat pe locurile 17-20. Echipele clasate pe locul 6 în fiecare grupă din runda principală s-au clasat pe locurile 21-24. În caz de egalitate de puncte, s-a luat în calcul diferența de goluri din runda principală, apoi numărul de goluri marcate. Dacă echipele urmau să fie în continuare egale, numărul de puncte câștigate în runda preliminară era următorul criteriu de departajare urmat de diferența de goluri și apoi numărul de goluri marcate în runda preliminară.
| Rank | Team                      |
| ---- | ------------------------- |
| 1    | Danemarca                 |
| 2    | Suedia                    |
| 3    | Spania                    |
| 4    | Franța                    |
| 5    | Ungaria                   |
| 6    | Norvegia                  |
| 7    | Egipt                     |
| 8    | Qatar                     |
| 9    | Slovenia                  |
| 10   | Portugalia                |
| 11   | Argentina                 |
| 12   | Germania                  |
| 13   | Polonia                   |
| 14   | EHR                       |
| 15   | Croația                   |
| 16   | Elveția                   |
| 17   | Belarus                   |
| 18   | Brazilia                  |
| 19   | Japonia                   |
| 20   | Islanda                   |
| 21   | Bahrain                   |
| 22   | Algeria                   |
| 23   | Macedonia de Nord         |
| 24   | Uruguay                   |
| 25   | Tunisia                   |
| 26   | Austria                   |
| 27   | Chile                     |
| 28   | Republica Democrată Congo |
| 29   | Maroc                     |
| 30   | Angola                    |
| 31   | Coreea de Sud             |
| 32   | Capul Verde               |